# Danny Bank
Daniel Bernard "Danny" Bank (New York, 17 juli 1922 - aldaar, 5 juni 2010) was een Amerikaanse jazzsaxofonist, -klarinettist en fluitist.
Bank speelde bij Charlie Barnet in de periode 1942-1944, maar zou later nog regelmatig met Barnet werken. In de jaren veertig speelde Bank ook bij Benny Goodman, de Dorsey Brothers, Artie Shaw en Paul Whiteman (1946-1948). In de jaren vijftig werd hij een sessiemuzikant en nam hij op met onder meer Charlie Parker, Rex Stewart, Johnny Hodges, Clifford Brown, Art Farmer, Wes Montgomery, Quincy Jones, Jimmy Smith, Betty Carter en Ray Charles. Het meest bekend is hij echter van zijn werk bij trompettist Miles Davis. Hij speelde op diens albums "Miles Ahead", "Sketches of Spain" en "Porgy and Bess". Ook trad hij met Davis op in het Carnegie Hall-concert van 1961. Later in de jaren zestig nam hij op met de bigbands van Charles Mingus, Sonny Rollins en Stanley Turrentine.